# Kehlburg
Die zur Ruine gewordene Kehlburg liegt in der Gemeinde Gais in Taufers in Südtirol (Italien). Die frei stehende und von weitem zu sehende Burganlage ist heute fast vollständig zugewachsen und vom Tal aus kaum mehr zu erblicken.

## Geschichte
Im Brixener Traditionsbuch findet sich im Jahr 933 ein locus Chela erwähnt, von dem Bischof Altwin ein Stück Land von dem nobilis Liuto kaufte, eventuell den Ort, an dem später die Kehlburg errichtet wurde. Da die Kapelle in der Kehlburg im Jahr 1113 geweiht wurde, ist davon auszugehen, dass die Burg um 1100 bereits Bestand hatte. Ein Heinrich Salzmann de Cheleburch aus dem Brixener Ministerialengeschlecht der Herren von Kastelruth ist zwischen 1147 und 1155 mehrmals erwähnt und hatte die Burghut über die Kehlburg inne. Auch die 1182 in einer Neustifter Urkunde erwähnten Brüder Friedrich und Gebehard von Kehlburg stammten aus der gleichen Familie. 1202 werden ein Gerloch und Friedrich Salzmann und 1242 ein Philipp Salzmann erwähnt. Danach folgten vor 1262 die Herren von Aichach als Lehensnehmer. Infolge einer verlorenen Fehde mit dem Brixener Bischof Bruno von Kirchberg musste Wilhelm der Jüngere von Aichach die Kehlburg an das Hochstift Brixen zurückgeben. Seit 1270 unterstand die Kehlburg dem Gericht Bruneck, das sich seit 1250 im Besitz der Brixener Bischöfe befand.
Die Kehlburg wurde danach nicht mehr als Lehen ausgegeben, sondern unterstand direkt dem Bistum Brixen. Im Zuge der Veränderungen, die Graf Meinhard II. von Görz-Tirol durchsetzte, kam die Kehlburg unter meinhardinische Verwaltung, wurde aber im 14. Jahrhundert wieder an das Hochstift zurückgestellt. Dabei sind etliche bischöfliche Pfleger bekannt: so Jakob von Luttach (1342) und Konrad Stuck (1352). 1386 wurde die Kehlburg von Bischof Friedrich an das Bistum Chiemsee verpfändet, bereits 1387 wurde sie als Pfand an Albrecht Saczinger vergeben. Seinem Nachfolger Ulrich Sulzbeck von Rischon wurde 1402 die Burghut auf Lebenszeit zugestanden. Zwischen 1411 und 1418 war Christoph Kemerer Schlosshauptmann, von 1433 bis 1441 erhielten die Brüder Sigmund und Laurenz Wirsung die Pflege auf Lebenszeit. Danach übernahm bis 1457 Jakob von Luttach die Pflege, ein Vetter der Wirsunger. Auch im 15. und in der ersten Hälfte des 16. Jahrhunderts wechselten die Pfleger auf der Burg schnell ab. Vielleicht war der damit verbundene Verfall der Burg Anlass, diese wieder als Lehen auszugeben. Der Trienter Fürstbischof und Koadjutor Christoph von Madruz gab so die Kehlburg am 19. Juni 1545 dem Hans II. von Rost zu Aufhofen (1494–1577), allerdings mit der Auflage, die vom Verfall bedrohte Burg wieder herzurichten. Hans von Rost soll im Mai 1577 auf einem Baugerüst auf der Kehlburg ausgerutscht sein und sich tödliche Verletzungen zugezogen haben. Bis zum Ende des 19. Jahrhunderts blieb die Familie derer von Rost auf der Kehlburg ansässig. Unter Hans von Rost wurde die Kehlburg zu einem repräsentativen Renaissanceschloss umgebaut. Auf ihn folgten Karl von Rost († 1567) und dann Engelhard von Rost († 1630). Engelhard gründete auf der Kehlburg ein Erziehungsinstitut für zehn adelige Knaben. Nachfolger waren sein Sohn Hans Veit von Rost zu Aufhofen und Kehlburg, der 1639 starb, sodann sein Enkel Paul Alfons von Rost zu Aufhofen und Kehlburg (1628–1690). Dann erbte Johann Siegmund von Rost zu Aufhofen und Kehlburg (1653–1734) als Sohn des Letztgenannten das Schloss. Nachfolger wurden sodann in direkter Generationenfolge Johann Paul (geboren 1687) und Johann Josef Ignaz von Rost zu Aufhofen und Kehlburg. Letzter Spross der einfachen adeligen Linie war schließlich Josef Karl von Rost, 1761 geboren und 1784 zum Priester geweiht. Er war Kooperator in Gais und dann Chorherr im Stift Innichen, bis er 1809 verstarb. Bis 1805 blieb die Kehlburg in dem Familienzweig der Rost, der von dem anfangs erwähnten Karl Rost abstammte. Dann kam sie an den freiherrlichen Familienzweig, der von Dionys I. (ein Bruder des Karl) abstammte. Erster dieses Familienzweiges war Josef Benedikt von Rost zu Aufhofen und Kehlburg, der im Jahre 1798 den im Rostschen Besitz befindlichen Ansitz Schrottwinkel zu Sand an die Grafen von Ferrari verkaufte. Sein Nachfolger Karl, Rechnungsrat am Oberlandesgericht zu Innsbruck, beendete dann die lange Reihe der Rostschen Kehlburg-Besitzer. 1871 wurde die Burg allodialisiert, aber weitgehend ihrem Schicksal überlassen.
Hermann von Gilm (1812–1864), geistiger Mittelpunkt der Brunecker Kasinogesellschaft, ließ die Kehlburger Maifestspiele zu künstlerischen und gesellschaftlichen Höhepunkten werden.
1891 wurde die Kehlburg von Karl Freiherr von Rost an den Weihbischof von Kaschau in Ungarn Sigmund Bubics (1821–1909) verkauft. Dieser ließ die Burg zwischen 1893 und 1898 großzügig renovieren und neu einrichten, zudem kaufte er weitere 17 Liegenschaften um die Burg herum. Ein 1900 angefertigtes Windrad versorgte mit der gewonnenen Energie die nahegelegene Burg. Dieses Windrad befindet sich auf einer Kuppe mitten im Wald in der Nähe der Burg und wurde im 21. Jahrhundert revitalisiert. 1917 musste die Burg wegen der angehäuften Schulden verkauft werden und kam an das Ehepaar Wilhelm Assia und Anna Steffens. Diese ließen den Eingangsbereich der Burg neu gestalten. Der Eigentümer Konsul Wilhelm Steffens wurde im Zuge der Beschlagnahmung ausländischen Besitzes enteignet und der italienische Staat übertrug die Anlage der Opera Nazionale per i Combattenti und 1941 an die Societá Castelli di Chela in Montassilone (Tesselberg), ein Unternehmen der Gebrüder Bruno und Pasquale Vascellari, welche die Namen ihrer Unternehmungen häufig veränderten (zuletzt Investimenti Finanziari S.P.A.), an einem Burgenerhalt aber kein Interesse hatten.
Ein Brand vom 30. April 1944 fügte der Burg großen Schaden zu. Ein Verfall konnte vorerst durch die Initiative des Pfarrers von Gais, Anton Hopfgartner, noch verhindert werden. Dieser ließ die Burg und die Kapelle neu eindecken. 1964 geriet die Burg in Verdacht, Südtiroler Attentätern als Sprengstofflager und als Versteck zu dienen. Bei der Fahndungsaktion der italienischen Polizei wurde die Burg aufgebrochen und in den folgenden Jahren wurden die offenstehende Burg und Kapelle ausgeraubt. Ein 1988 gegründetes Komitee wollte mit Hilfe privater und öffentlicher Gelder die Burg gemeinnützigen Zwecken zuführen, aber dieses Vorhaben scheiterte. Im Jahr 1997 erwarben Gotthard und Werner Seeber aus Gais die Anlage mit dem dazugehörigen Waldbesitz, überließen die Burg aber weiterhin dem Verfall.

## Bauanlage
Die ursprüngliche Anlage der Höhenburg dürfte ein Palas mit einem hohen Bering gewesen sein. Romanisches Mauerwerk hat sich noch erhalten. Die Quader an den Eckkanten reichen teilweise bis in das zweite Obergeschoss. Die Mauer des nördlichen Berings stammt aus dem 16. Jahrhundert und aus der Zeit des Rostschen Umbaus. Ein Bergfried wird an der Ostseite vermutet. Die polygonale Anlage besitzt zwei Innenhöfe. Die äußere Erscheinung der Burg entspricht dem Renaissanceumbau. Fenster und Putzfaschen stammen aus der Barockzeit. Die äußere Umfassungsmauer wurde in der Zeit von Konsul Steffen mit fünf Rondellen und einem Zinnenkranz versehen, der östlich gelegene Eingangsbereich wurde völlig neu gestaltet.
Der ehemals vorhandene Wappenstein des Fürstbischofs Christoph von Madruz ist ausgebrochen worden, die Beschriftung noch erhalten. Oberhalb der Inschrift ist ein Schlüsselschartenerker; die alte Tormauer ist noch erhalten. Ein in der Nordostecke aufgestellter Turm (früher mit Kegeldach, eventuell Standort des romanischen Bergfrieds) ist 1994 mit einem Teil der Turmmauern eingestürzt. Im inneren Hof findet sich eine sorgfältig gemauerte Zisterne.

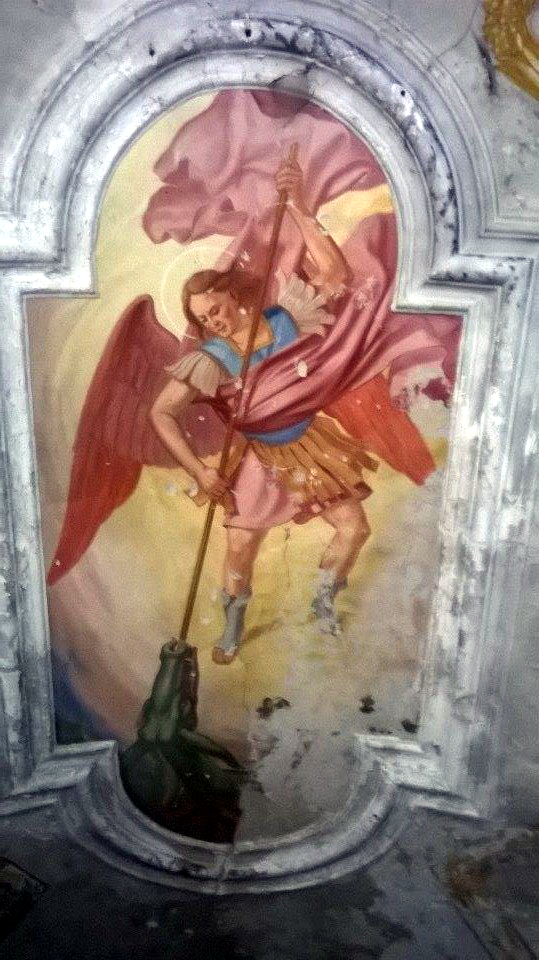
Deckenfresko in der Kapelle der Kehlburg: der Erzengel Michael tötet den Drachen

Die dem hl. Erasmus geweihte Burgkapelle wurde vermutlich am 29. Juni 1113 durch Bischof Gebhard von Trient eingeweiht. St. Erasmus galt als ein geschätzter Nothelfer bei Krankheiten, besonders bei Bauchschmerzen und Magenleiden. Die Kapelle wurde 1715 grundlegend umgestaltet und 1718 durch Fürstbischof Kaspar Ignaz von Künigl erneut konsekriert. Das Inventar der Kapelle ist verschwunden, die Malerei von Johann Rudifera aus Abtei von 1893 (Deckengemälde des hl. Michael, Muttergottes mit Stuckumrahmung) ist in äußerst schlechtem Zustand. Die Kapelle wird von einem Glockenturm mit Pyramidendach überragt. Die Kapelle war früher ein beliebtes Wallfahrtsziel und bis ins 19. Jahrhundert mit einer Messstiftung versehen, die aus dem 14. Jahrhundert stammt. Am dritten Sonntag nach Michaeli, dem Kirchweihfest von Mühlbach, kamen Wallfahrer aus dem ganzen Gericht Taufers nach St. Erasmus auf der Kehlburg. Man ging von der Tauferer Pfarrkirche aus, hielt in jeder Kirche (Mühlen, Stockkapelle Uttenheim, Pfarrkirche Uttenheim, Schlosskapelle Neuhaus und Pfarrkirche Gais) unterwegs eine kurze Andacht und zog sodann nach der Anrufung des heiligen Erasmus von Kehlburg über Tesselberg zum Mühlbacher Kirchweihfest. Nach der Polizeiaktion von 1964 ist dies alles zum Erliegen gekommen.
Unterhalb der Burg liegt eine Garten- und Terrassenanlage. Eine künstliche Grotte war hier als Zentrum des Gartens von Bischof Bubics angelegt worden. Heute ist dies alles verwüstet und verwahrlost.
Für die Versorgung des Schlosses war der ausgedehnte Gaisinger Murkegel ein wertvolles Wiesen- und Ackerland, das jedoch der künstlichen Bewässerung bedurfte. So entstand zu Füßen des Burghügels, quer zum Murenkegel, ein zwischen Mühlbach- und Bärental verlaufender Waal, ein U-förmiger Graben mit kaum merklichem Gefälle und abzweigenden Rinnsalen (sogenannter Kehlburger Waal). Etwas unterhalb des Bärentalhofes beginnt der Waalweg, er führt durch einen geschlossenen Wald. An einer Stelle hat man über einem Abgrund eine wetterschützende Kanzel in die Felsennische gezimmert.